# Pterostoma salicis
Pterostoma salicis är en fjärilsart som beskrevs av Ernst Friedrich Germar 1811. Pterostoma salicis ingår i släktet Pterostoma och familjen tandspinnare. Inga underarter finns listade.